# Eugène Jacob de Cordemoy
Eugène Jacob de Cordemoy (1835 — 1911) foi um botânico francês do departamento ultramarinho de  Reunião, com diversos estudos em orquídeas. Publicou Flore de l’île de la Réunion (pt: Floras da ilha da Reunião) em 1895.